# Iris virginica
Iris virginica är en irisväxtart som beskrevs av Carl von Linné. Iris virginica ingår i släktet irisar, och familjen irisväxter. Inga underarter finns listade i Catalogue of Life.

## Bildgalleri

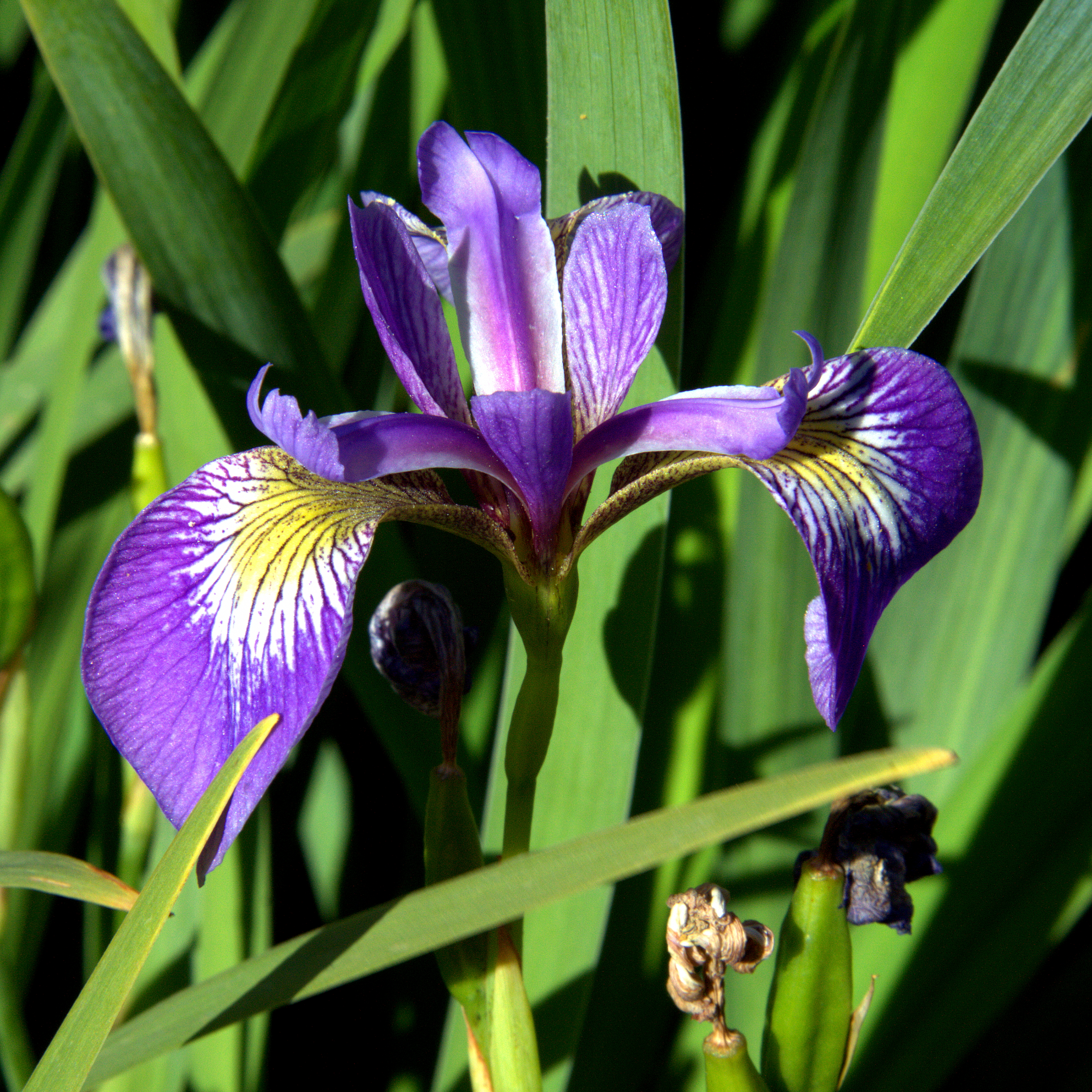
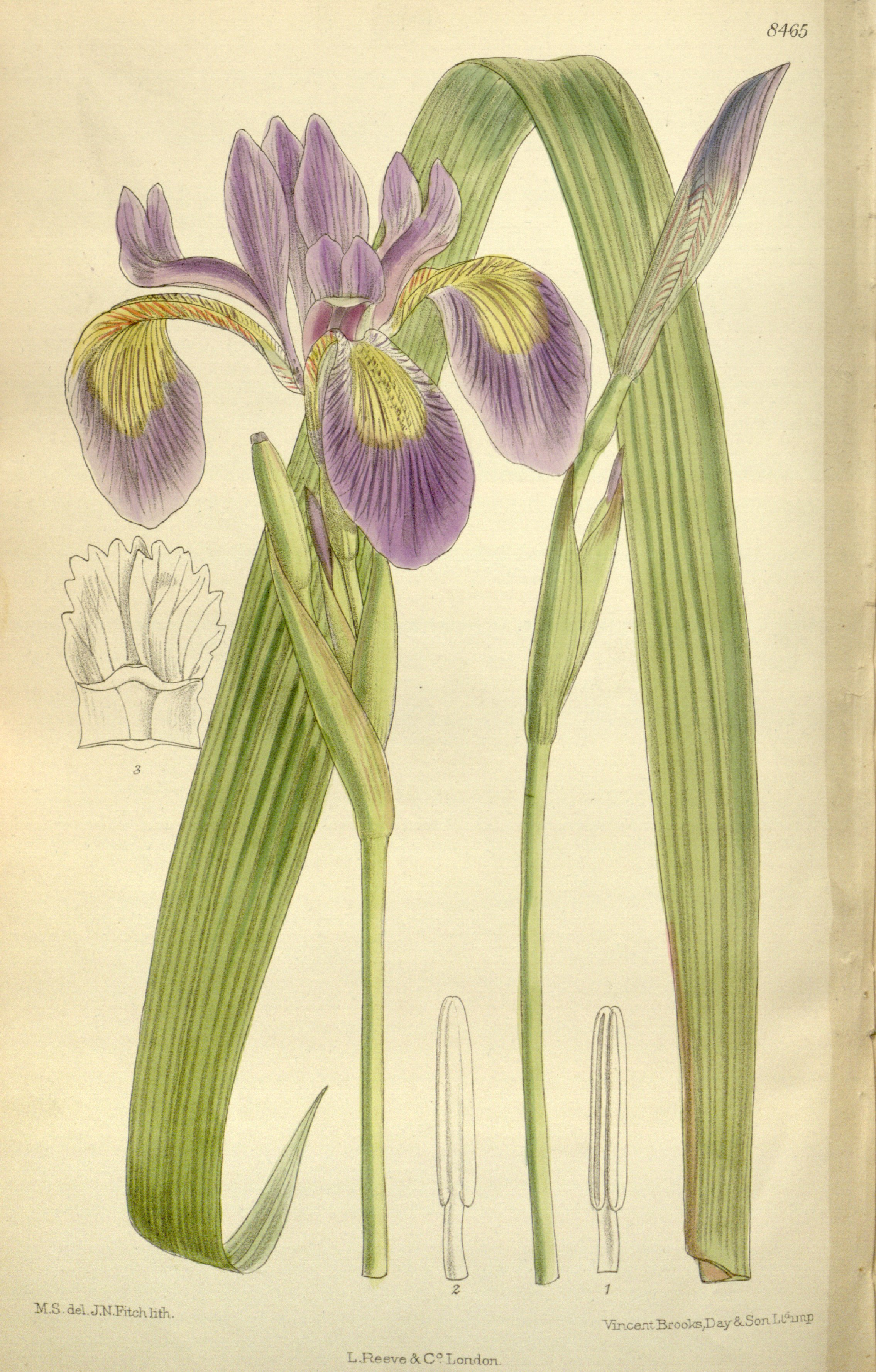
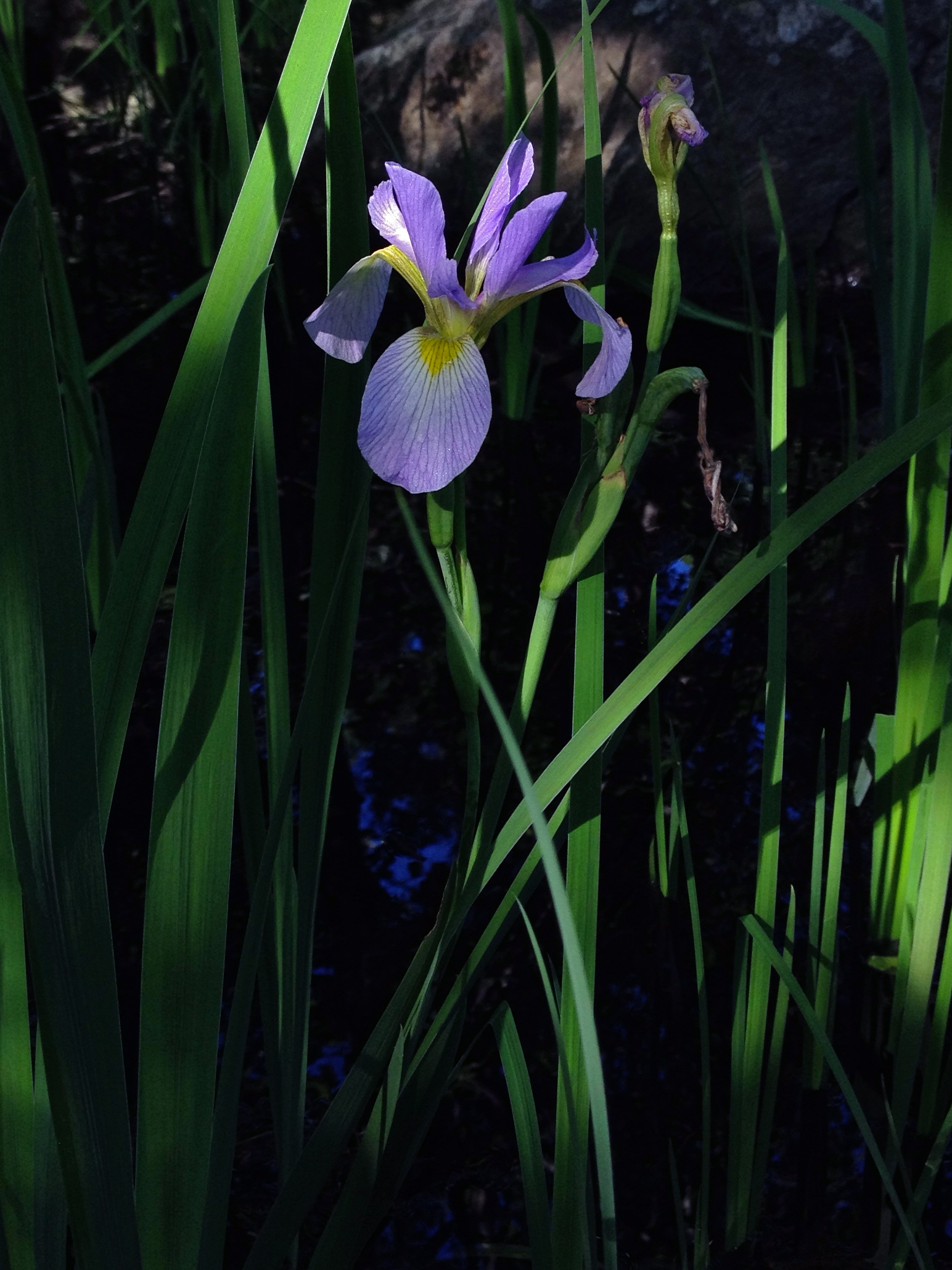
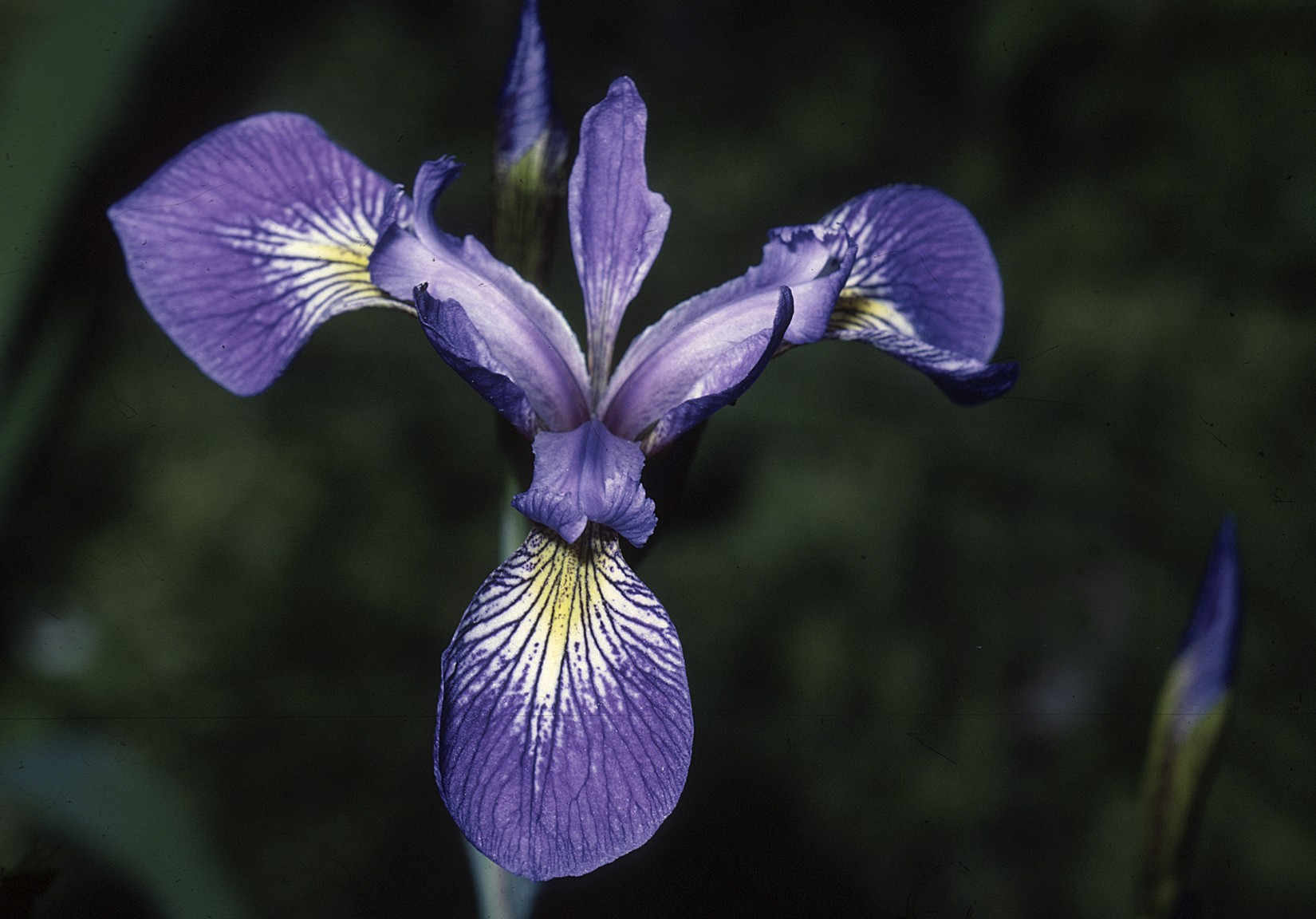
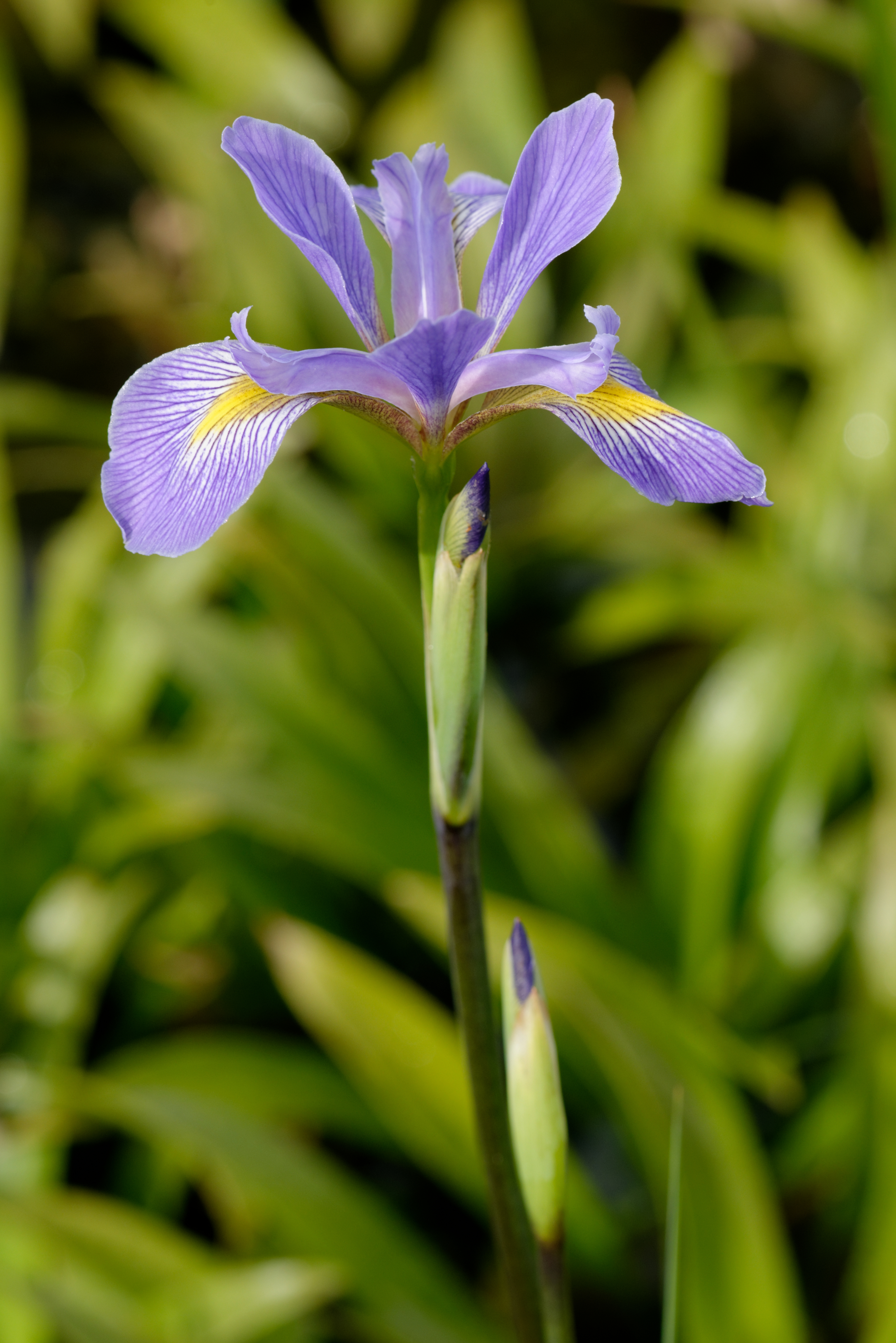
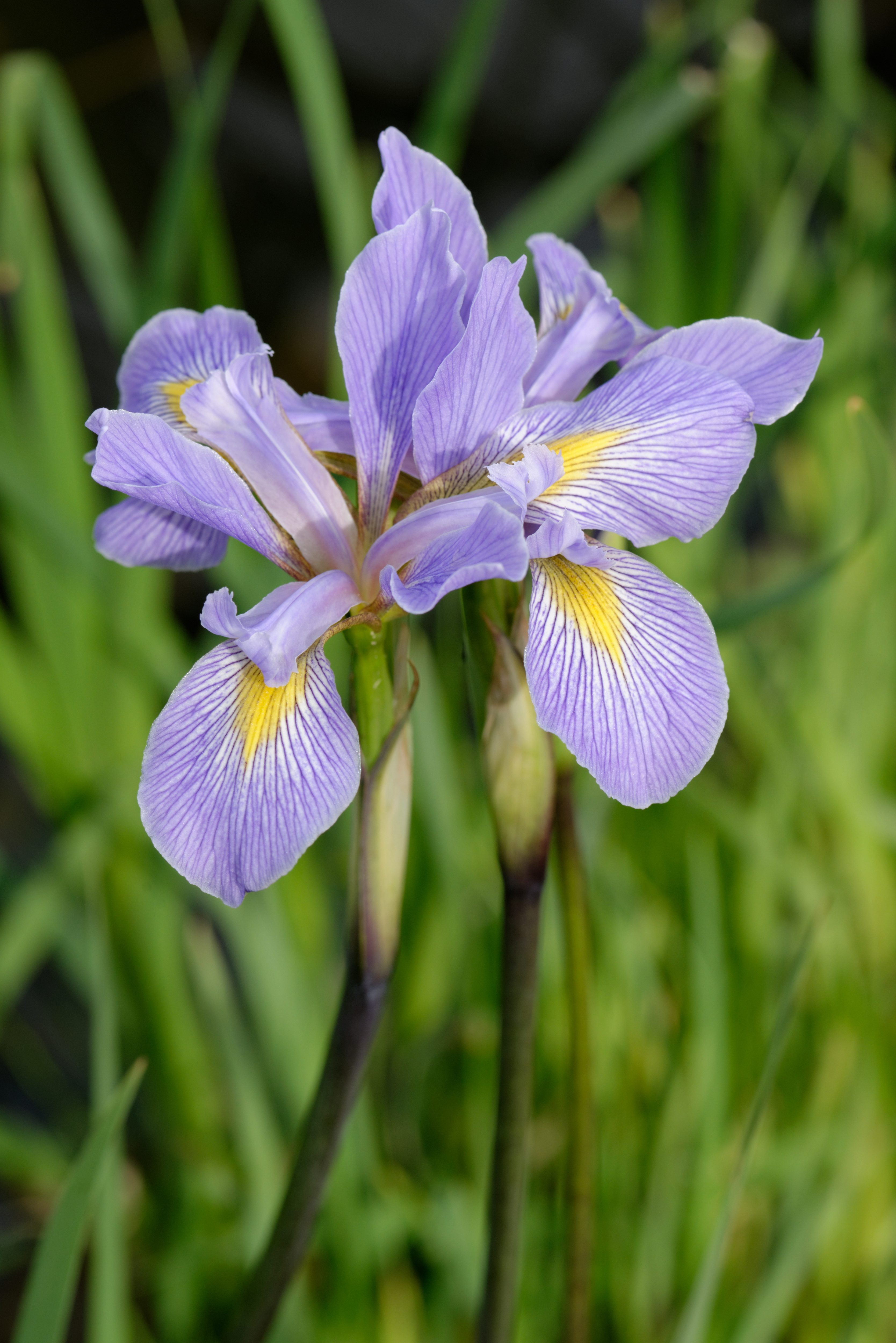